# Baltic Journal of Coleopterology
Baltic Journal of Coleopterology – łotewskie, recenzowane czasopismo naukowe publikujące w dziedzinie koleopterologii.
Czasopismo to wydawane jest przez Baltijas Koleopterologijas Biedrība (dawny Baltijas Koleopterologijas Instituts) we współpracy z Uniwersytetem Dyneburskim i Szkołą Główną Gospodarstwa Wiejskiego w Warszawie. Wychodzi dwa razy do roku: w kwietniu i listopadzie, przy czym wersja papierowa ma nakład 1000 egzemplarzy. Publikuje oryginalne prace badawcze i prace przeglądowe dotyczące faunistyki, taksonomii, zoogeografii i ekologii chrząszczy.
W 2017 roku jego wskaźnik cytowań według Scimago Journal & Country Rank wyniósł 0,287 co dawało mu 96. miejsce wśród czasopism poświęconych naukom o owadach.